# Provincia de Toamasina
Toamasina fue una antigua provincia de Madagascar con una superficie de 71.911 km². 
En julio de 2001 tenía una población de 2.593.063 habitantes. Su capital era Toamasina (la antigua Tamatave). La provincia de Toamasina tiene fronteras con todas las demás provincias del país, excepto Toliara:
- Antsiranana - al norte
- Mahajanga - al noroeste
- Antananarivo - al sudoeste
- Fianarantsoa - al sur

## División administrativa
- 1. Ambatondrazaka
- 2. Amparafaravola
- 3. Andilamena
- 4. Anosibean'ala
- 5. Antanambao-Manampotsy
- 6. Fenoarivo-Atsinanana
- 7. Mahanoro
- 8. Mananara Avaratra
- 9. Maroantsetra
- 10. Marolambo
- 11. Moramanga
- 12. Nosy-Boraha (Île Sainte-Marie)
- 13. Soanierana-Ivongo
- 14. Toamasina Rural
- 15. Toamasina Urban
- 16. Vatomandry
- 17. Vavatenina
- 18. Vohibinany

- Datos: Q639418
- Multimedia: Toamasina / Q639418